# Fauk
Fauk ist ein osttimoresischer Ort im Suco Leohito (Verwaltungsamt Balibo, Gemeinde Bobonaro). Die Einzelsiedlung liegt im Westen der Aldeia Aiasa in einer Meereshöhe von 568 m, etwa eine halben Kilometer westlich der Straße des Sucos. Dort befinden sich die Dörfer Kamileten und Ualeten.